# Roger Decock
Pour les articles homonymes, voir Decock.
Roger Decock, né le 20 avril 1927 à Izegem et mort le 30 mai 2020 à Aarsele, est un coureur cycliste belge. Professionnel de 1949 à 1961, il a notamment remporté Paris-Nice en 1951 et le Tour des Flandres en 1952.

## Biographie
Roger Decock passe professionnel en aout 1949 à 21 ans. Il obtient ses plus grands succès dans la première partie de sa carrière. Il remporte le classement général de Paris-Nice en 1951, puis s'impose sur le Tour des Flandres 1952. Cette édition du Tour des Flandres est disputée sous un très mauvais temps, avec du vent, de la grêle, de la pluie et de la neige. Il s'adjuge également le Grand Prix Briek Schotte en 1949, le Championnat des Flandres en 1951 et le Prix national de clôture en 1957. Il participe au Tour de France à deux reprises, il termine 17e en 1951 et 38e en 1952. Decock compte aussi de nombreux succès dans son pays d'origine.
Lors du Tour de France 1951, il est témoin de l'accident du maillot jaune Wim van Est tombé dans le ravin dans la descente du Col d'Aubisque. Il est le seul à s'arrêter, à informer les services d'urgence et à les attendre, ce qui lui fait perdre 25 minutes.
Après la fin de sa carrière cycliste, il dirige le café De Wildeman avec sa femme à Aarsele. En 2002, 50 ans après sa victoire sur le Tour des Flandres, il est particulièrement célébré à l'occasion du passage à Tielt, notamment avec une pièce intitulée « Cockske wint een brokske » (Cockske gagne un morceau en néerlandais). En 2011, sa biographie « Roger Decock – Sluw en Slim » est publiée. Elle est écrite par Guido Van Cauwenberghe et sa petite-fille Véronique Coene, qui était également active en tant que cycliste.
Avant sa mort, il était à 93 ans le doyen des vainqueurs de Paris-Nice et du Tour des Flandres.

## Palmarès

### Palmarès amateur
- 1945
  - 2e du championnat de Flandre-Occidentale sur route juniors
- 1947
  - 1re étape de l'Étoile des Amateurs
  - 4e et 5e étapes des Sex-Dagars
  - 2e du championnat de Belgique sur route amateurs
- 1948
  - Tour des Flandres amateurs
  - 2e de Gand-Ypres
- 1949
  - 4e étape du Tour de Belgique indépendants
  - Circuit des régions frontalières
  - Circuit des régions flamandes des indépendants
  - 3e du championnat de Belgique sur route indépendants

### Palmarès professionnel
| - 1949 - 2e du Championnat des Flandres - 1950 - Circuit des cinq collines - Bruxelles-Izegem - 2e du Grand Prix Jules Lowie - 3e de Bruxelles-Moorslede - 9e de Paris-Bruxelles - 1951 - Classement général de Paris-Nice - Tour de Flandre Occidentale - Championnat des Flandres - 1952 - Tour des Flandres - 2e de Bruxelles-Ingooigem - 2e du Grand Prix de Suisse - 6e de Liège-Bastogne-Liège - 7e de la Flèche wallonne - 1953 - 11e étape du Tour du Maroc - 2e du Circuit des Ardennes flamandes - Ichtegem - 2e de Bruxelles-Izegem - 6e de Paris-Roubaix - 9e de Paris-Nice - 1954 - Bruxelles-Izegem - 3e, 4ea (contre-la-montre) et 5e étapes du Tour de Belgique - Grand Prix de l'Escaut - 2e du championnat de Belgique sur route - 2e de la Nokere Koerse - 2e de Bruxelles-Ingooigem - 2e du Circuit de Flandre orientale - 2e du Circuit des onze villes - 2e de Roubaix-Huy - 6e du Challenge Desgrange-Colombo - 7e de Liège-Bastogne-Liège - 7e de Paris-Tours - 8e de la Flèche wallonne - 8e de Paris-Bruxelles - 9e du Tour des Flandres - 10e de Paris-Roubaix | - 1955 - Bruxelles-Ingooigem - 2e du Circuit des régions flamandes - 3e du Circuit de l'Ouest à Mons - 4e de Paris-Bruxelles - 7e du Tour des Flandres - 1956 - 2e du Circuit de Flandre orientale - 2e du Circuit des régions flamandes - 2e du Grand Prix Marcel Kint - 6e du Tour de Lombardie - 1957 - 1re du Tour des Pays-Bas - Prix national de clôture - 9e de Paris-Bruxelles - 1958 - 2e du Circuit du Houtland - 1959 - Circuit de Flandre orientale - 1960 - Circuit de Flandre centrale - 2e du Circuit de l'Ouest à Mons |  |

## Résultats sur les grands tours

### Tour de France
2 participations :
- 1951 : 17e
- 1952 : 38e

### Tour d'Italie
1 participation 
- 1955 : 73e

### Tour d'Espagne
1 participation 
- 1958 : abandon (4e étape)